# Piotrówek Pierwszy
Piotrówek (prononciation [pjɔˈtruvɛk ˈpjɛrfʂɨ]) est un village de la gmina de Mełgiew du powiat de Świdnik dans la voïvodie de Lublin, situé dans l'est de la Pologne.
Il se situe à environ 12 kilomètres au nord-est de Świdnik (siège du powiat) et 20 kilomètres à l'est de Lublin (capitale de la voïvodie).
Le village comptait approximativement une population de 110 habitants en 2006.

## Histoire
De 1975 à 1998, le village est attaché administrativement à l'ancienne voïvodie de Lublin.

Depuis 1999, il fait partie de la nouvelle voïvodie de Lublin.